# Alfred von Reumont
Alfred von Reumont (Aquisgrana, 15 agosto 1808 – Aquisgrana, 27 aprile 1887) è stato un diplomatico e studioso tedesco.

## Biografia
Figlio di Gerhard Reumont (1765-1829), prende il nome di Alfred successivamente in onore di Alfredo il Grande. Studiò presso le università di Bonn e di Heidelberg, ottenne una posizione a Firenze attraverso l'inglese William Craufurd, ma presto entrò nei servizi diplomatici prussiani e fu impiegato a Firenze, Costantinopoli e a Roma.
Lavorò anche per il ministero degli Esteri a Berlino. Dal 1851 al 1860 sarà ambasciatore a Firenze.
Reumont fu amico e consigliere di Federico Guglielmo IV di Prussia.
Nel 1879 fonderà l'Aachener Geschichtsverein. Trascorrerà i suoi ultimi anni a Bonn e ad Aquisgrana dove morirà il 27 aprile del 1887.

## Lavori

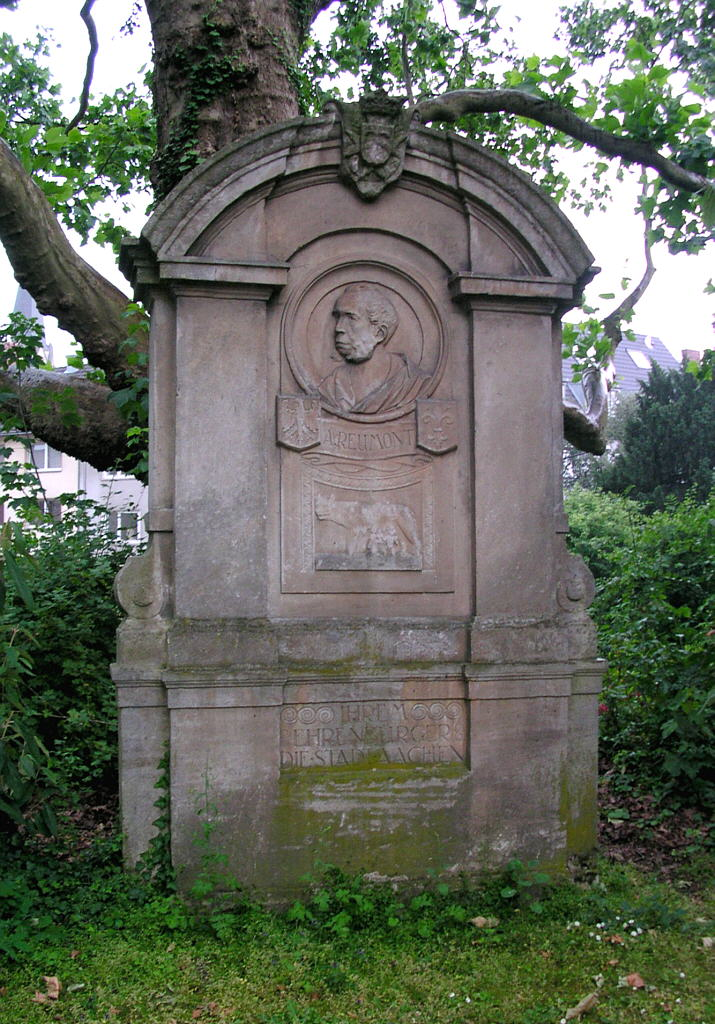
Monumento in onore di Reumont Aquisgrana

Gli scritti di Reumont si occupano principalmente dell'Italia, nella quale passò molti anni della sua vita. Sulla storia di Firenze e della Toscana scrisse: Tavole cronologiche e sincrone della storia fiorentina (1841; Supplemento, 1875); Geschichte Toscanas seit dem Ende des florentinischen Freistaats (Storia della Toscana dalla fine dello stato libero di Firenze, Gotha, 1876–77) e un lavoro su Lorenzo de' Medici (Leipzig, 1874, e di nuovo nel 1883). Quest'ultimo libro fu tradotto in inglese da R Harrison (1876). Ricorda il suo legame con Firenze quando scrive Römische Briefe von einem Florentiner (Lettere romane da un fiorentino, Leipzig, 1840–44), il suo periodo a Roma fu anche ispiratore per Geschichte der Stadt Rom (3 vols., 1867–70).
Rivolgendo la sua attenzione alla storia di Napoli scrisse Die Carafa von Maddaloni Neapel unter spanischer Herrschaft (1851; Eng. trans., 1854), invece rispetto alla storia italiana Beiträge zur italienischen Geschichte (6 vols., Berlin, 1853–57), e Charakterbilder aus der neueren Geschichte Italiens (1886).
Più strettamente biografici gli scritti: Die Jugend Caterinas de' Medici che fu tradotto in francese da A. Baschet (1866); Die Gräfin von Albany (1860); e sulla vita del suo caro amico Gino Capponi Gino Capponi, ein Zeit- und Lebensbild (Gotha, 1880).
Scrisse anche: Zeitgenossen, Biografien und Charakteristichen (Berlin, 1862); Bibliografia dei lavori pubblicati in Germania sulla storia d'Italia (Berlin, 1863); Biographische Denkblätter nach personlichen Erinnerungen (Leipzig, 1878); Saggi di storia e letteratura (Florence, 1880).